# Lago Taupo
Il lago Taupo (in māori: Taupō-nui-a-Tia o Taupō moana) è un lago di origine vulcanica situato nell'Isola del Nord in Nuova Zelanda. Con una superficie di 616 chilometri quadrati è il più grande lago per superficie del paese, e il più grande lago d'acqua dolce dell'intera Oceania.

## Geografia
Il lago Taupo ha un perimetro di circa 193 chilometri, e una profondità massima di 186 metri. Il principale emissario è il fiume Waikato (il più lungo fiume della Nuova Zelanda), mentre i suoi principali immissari sono i fiumi Waitahanui, Tongariro e Taupo Tauranga.
Il lago Taupo si trova nella caldera creata da un'eruzione del supervulcano omonimo avvenuta circa 26 500 anni fa. Secondo i dati geologici, il vulcano ha eruttato 28 volte negli ultimi 27 000 anni. Ha espulso lava per lo più riolitica, sebbene il vicino Monte Tauhara sia formato da lava dacitica.

## Storia eruttiva
L'evento che ha formato la caldera 26 500 anni fa è noto come l'eruzione di Oruanui. È stata la più grande eruzione conosciuta del mondo negli ultimi 70 000 anni, espellendo 1170 chilometri cubici di materiale e provocando il collasso di diverse centinaia di chilometri quadrati di terreno, formando così la caldera. In seguito, la caldera si riempì d'acqua, traboccando e causando una serie di inondazioni.
La successiva eruzione di Hatepe, avvenuta 1800 anni fa, espanse ulteriormente le dimensioni del lago. I flussi piroclastici ricoprirono il terreno con uno spesso strato di ignimbrite, bloccando l'emissario del lago. Ciò indusse un innalzamento del livello del lago a 35 metri sopra al livello attuale, fino a farlo defluire in un'enorme alluvione, che durò per più di una settimana e con una portata di circa 200 volte maggiore a quella del fiume Waikato.
Continua nel lago un'attività idrotermale sottomarina nei pressi della bocca di Horomatangi, e nelle vicinanze dei campi geotermici a nord e a sud del lago, con delle sorgenti calde. Queste sorgenti sono il luogo in cuivivono alcuni microrganismi estremofili, in grado di sopravvivere in ambienti estremamente caldi.